# 岡山県道262号蕃山友延線
岡山県道262号蕃山友延線（おかやまけんどう262ごう しげやまとものぶせん）は、岡山県備前市を通る一般県道である。

## 概要
備前市蕃山と備前市友延を結ぶ。

### 路線データ
- 起点：備前市蕃山（岡山県道260号八木山日生線交点）
- 終点：備前市友延（友延交差点、岡山県道261号穂浪吉永停車場線交点）
- 総延長：3.5 km

## 路線状況

### 道路施設

#### 橋梁
- 向井橋（大谷川、備前市）
- 浜の川橋（伊里川、備前市）

## 地理

### 通過する自治体
- 備前市

### 交差する道路
| 交差する道路                  | 交差する場所 | 交差する場所      |
| ----------------------------- | ------------ | ----------------- |
| 岡山県道260号八木山日生線     | 蕃山         | 起点              |
| 岡山県道261号穂浪吉永停車場線 | 友延         | 友延交差点 / 終点 |

### 交差する鉄道
- 赤穂線

### 沿線
- 備前市立伊里中学校
- 備前市立伊里小学校
- JR西日本赤穂線 伊里駅